# Charlie Harper
Charles Francis "Charlie" Harper (1967) is het centrale personage uit de Amerikaanse sitcom Two and a Half Men (2003–2015), die werd bedacht door Chuck Lorre en Lee Aronsohn. Hij werd gespeeld door Charlie Sheen. 
Hij was een hoofdpersonage van 2003 tot 2011 (seizoen 1 t/m 8). Na Sheens ontslag en de verdwijning van Charlie, kroop actrice Kathy Bates eenmalig in de huid van een weliswaar spirituele en vrouwelijke versie van Charlie tijdens het negende seizoen van de sitcom. Bates won voor haar gastrol een Emmy. Hij werd ook vertolkt door een dubbelganger van Sheen in de slotscène van de allerlaatste aflevering.

## Personage
Charlie Harper (Charlie Sheen) is een hedonistische vrijgezel. Hij is een pianist die reclamejingles schrijft voor de kost. Hij componeerde ook tunes voor kinderprogramma's en schreef kinderliedjes onder de artiestennaam Charlie Waffles (Is There a Mrs. Waffles?). Hij woont in Malibu, waar hij de trotse eigenaar is van een strandhuis. Ook rijdt Charlie lange tijd rond met een Jaguar, later is dat een Mercedes.
Het personage is bijna omstreden onvolmaakt. Charlie is narcistisch, is een filosoof, is egocentrisch en is meer dan eens vrouwonvriendelijk. Hij wordt ook afgebeeld als iemand die weinig vrienden heeft. In één aflevering (Back Off Mary Poppins) dagen zanger Elvis Costello en acteurs Sean Penn en Harry Dean Stanton op als zichzelf en spelen vrienden van Charlie. Samen vormen zij een "praatgroep", zoals Charlie het zelf niet ziet. Emilio Estevez, de broer van Sheen, heeft in één aflevering een gastrol als Andy, een oude vriend van Charlie die hem weer opzoekt (The Devil's Lube).
Een opvallend kenmerk van Charlie is zijn extravagante kledingstijl. Charlie draagt in nagenoeg elke aflevering bowlingshirts en bermudashorts met daaronder een paar witte kousen en (licht)bruine suède bootschoenen. Hij kampt sinds zijn jeugd met een alcoholverslaving en een uitermate hoog libido. Hij slaagt er aanvankelijk niet bepaald in een vrouw lief te hebben. Wanneer de vrouw Colleen (Natalie Zea) hem de liefde verklaart, reageert Charlie droog met: "Dank je" (We Called It Mr. Pinky). 
In de pilootaflevering (Most Chicks Won't Eat Veal), die twee keer werd opgenomen, neemt hij zijn broer Alan Harper (Jon Cryer) in huis wanneer diens huwelijk met Judith (Marin Hinkle) op een dood spoor zit. Uiteindelijk scheiden Alan en Judith en verblijft Alan permanent bij Charlie. Enige afkeer voor zijn broer Alan neemt langzamerhand toe, doordat Alan maar wat graag bij hem inwoont en geen eigen stek zoekt. Niettemin zijn er momenten waarop Charlie laat zien dat hij Alan graag heeft. Een aflevering uit het achtste seizoen, een van de laatste met vertolker Charlie Sheen, was de laatste keer dat Charlie zijn liefde voor Alan uitsprak. Charlie zegt op een oprechte toon tegen Alans vriendin Lyndsey (Courtney Thorne-Smith), als Alan en Lyndsey ruziën en omdat Charlie wist dat Alan haar graag zag: "If you ever repeat this, I will deny it, but my brother is the most decent human being I know" ("Als je er ooit nog eens over begint, zal ik het ontkennen, maar mijn broer is de fatsoenlijkste mens die ik ken"). Lyndsey gelooft hem en laat Alan weer toe in haar leven. (Skunk, Dog Crap and Ketchup) Charlie is de oom van Jake Harper (Angus T. Jones), Alans 10-jarige zoon. Jake logeert in het weekend bij zijn oom, volgens de door zijn ouders overeengekomen voogdijregeling.
Charlie heeft ook goede kanten van zichzelf getoond. Zo had hij als stiefvader een zeer hechte band met de nog kleine Jake. Twee emotionele oom/neefje-momenten tussen Charlie en Jake dateren van het eerste seizoen. Het eerste komt er al tijdens de pilootaflevering als Alan hun moeder Evelyn (Holland Taylor) opzoekt nadat Charlie aanvankelijk twijfelt om Alan en Jake in huis te nemen. Charlie praat dan vaderlijk met Jake over de scheiding van zijn ouders Alan en Judith en Jake omhelst Charlie, waardoor Charlie beseft dat hij de kleine jongen graag ziet. Een paar afleveringen later zegt Charlie tegen Jake dat het normaal is om eens te huilen (over zijn ouders Alan en Judith die scheiden). Jake gaat daarop spontaan op zijn neerslachtige vader af en geeft hem een knuffel (Twenty-Five Little Pre-pubers Without a Snootful). Zijn uitstekende relatie met Jake bekoelt naarmate Jake ouder wordt en vervaagt vrijwel volledig wanneer Jake puberaal gedrag begint te vertonen. Als Jake dan eens drie maanden komt logeren, maakt Charlie ruzie met hem en hij wil Jake weg (It's Always Nazi Week).
Charlie heeft immer en sinds lange tijd een sarcastische huishoudster Berta (Conchata Ferrell), een bevoorrechte getuige van zijn avonturen. Charlie heeft een lesbische dochter uit een vorige relatie, Jenny Harper (Amber Tamblyn) (Nangnangnangnang). Jenny heeft dezelfde levensstijl als haar vader.

## Levensloop
Charlie Harper is de oudste zoon van Evelyn Harper (Holland Taylor). Hij heeft een twee jaar jongere broer, Alan Harper. Tijdens het eerste seizoen (2003–2004) is hij 36 jaar oud. Acteur Charlie Sheen is twee jaar ouder dan zijn personage. 
Zijn vader Francis Harper stierf aan een voedselvergiftiging, een feit waar hun moeder volgens Charlie verantwoordelijk voor is (cf. Go East on Sunset Until You Reach the Gates of Hell, wordt voor het eerst vermeld in deze specifieke aflevering door zowel Charlie als Alan in een taxi op weg naar huis en ze zijn dronken). 
Charlie haat zijn moeder, maar had ooit een affaire met een vrouw die qua karakter op haar leek: Lydia (Katherine LaNasa) (Apologies for the Frivolity). Charlie en Alan hadden vier plusvaders die door hun moeder de wet werd gedicteerd en die telkens werden gedumpt. Een van hun stiefvaders was Teddy Leopold (Robert Wagner), wiens dochter Courtney (Jenny McCarthy) enkele weken Charlies levenspartner was. Zelfs toen bekrachtigd werd dat Courtney zijn halfzus was, deinsde Charlie er niet voor terug een liefdesaffaire met haar te beginnen (Look at Me, Mommy, I'm Pretty). Teddy en Courtney bleken oplichters, maar dat legde hem geen windeieren. Teddy trouwde met Evelyn, maar werd getroffen door een hartstilstand in Charlies bed en overleed (Fish in a Drawer). Als Courtney drie jaar later wordt vrijgelaten, trakteert Charlie haar op een reis naar Las Vegas (Ow Ow, Don't Stop)
Charlie waagde zich gedurende de eerste vijf seizoenen aan legio losse scharrels die meestal niet langer dan één nacht standhielden. Hij sliep ooit met Sherri (Jeri Ryan) of de vrouwelijke versie van hijzelf. Toen hij dat doorhad, leerde Charlie "dat de seks met zijn 'vrouwelijk evenbeeld' fantastisch was" (Bad News from the Clinic).
De meeste affaires die Charlie tijdens de eerste seizoenen had waren oppervlakkig, zoals voorgenoemde affaire met Sherri. Charlie had echter wel een speciale band met Lisa (Denise Richards). Nadat hun relatie voorbij was, probeerde Charlie tot twee keer toe Lisa's hart te heroveren (Merry Thanksgiving en Yes, Monsignor). 
Charlie had ooit een onenightstand met zijn buurvrouw Rose (Melanie Lynskey). Charlie leefde in de waan dat Rose alles wist te plaatsen, maar niets bleek minder waar. Rose raakte geobsedeerd door hem. De onschuldige vrijpartij zou hem blijven achtervolgen, daar ze hem nadien onophoudelijk bleef stalken. Vergeefse pogingen om Rose definitief uit zijn leven te verbannen brachten hem radeloosheid en de situatie bleef een running gag doorheen de jaren. Hoewel Charlie eenmalig minnespel verkoos, stapte hij aan het einde van seizoen 3 bijna in het huwelijksbootje met de ietwat neurotische balletdanseres Mia (Emmanuelle Vaugier). Het huwelijk van Charlie en Mia ketste op het laatste moment af door toedoen van Alan, die op hetzelfde moment wilde trouwen met Kandi (April Bowlby) (That Pistol-Packin' Hermaphrodite). 
Charlie realiseerde zich dat hij — indien Alan zou trouwen — zijn huis weer voor zichzelf had, aangezien Alan en Kandi eerder hadden gezegd dat ze samen een appartement wilden kopen (That Pistol-Packin' Hermaphrodite). Nadat Alans huwelijk met Kandi op de klippen liep, keerde hij terug naar Charlies strandhuis (Working for Caligula). Zijn terugkeer zorgde voor frustratie bij Charlie. Hij versierde Myra (Judy Greer), de zus van Herb Melnick (Ryan Stiles) (Aunt Myra Doesn't Pee a Lot), de tweede echtgenoot van Alans ex-vrouw Judith. Alan meende dat Charlie dit enkel deed om hem te pesten, maar Charlie beweerde het tegendeel. De relatie bleef niet duren. 
Charlie poogde een hernieuwde vaste relatie te beginnen met Rechter Linda Harris (Ming-Na Wen) (Dum Diddy Dum Diddy Doo), maar ze gingen uit elkaar toen Charlie haar publiekelijk voor schut zette tijdens een grootschalig evenement waarbij Rechter Harris een belangrijke onderscheiding kreeg (Help Daddy Find His Toenail). Tussendoor verhuisde zijn buurvrouw Rose naar Londen, waarop Charlie eerst nog opgelucht reageerde. Enkele weken na haar vertrek betuigde Charlie tot ieders verbazing dat hij Rose miste (My Damn Stalker). 
Een half jaar later was Rose terug in het land en resumeerde ze het stalken van Charlie. Rose probeerde Charlie zelfs eens voor zich te winnen door hem een overdosis slaappillen toe te dienen, zodat ze naast hem in bed kon liggen (A Little Clammy and None Too Fresh).
Charlies leven veranderde drastisch vanaf seizoen 6. Toen leerde hij Chelsea (Jennifer Taylor) kennen. Chelsea was een zachtmoedige vrouw die, met een warme persoonlijkheid, in staat was Charlie in toom te houden (Pinocchio's Mouth). Hoewel Chelsea haast de exacte tegenpool van Charlie was, verloofde het koppel zich (The 'Ocu' or the 'Pado'?).
Kort na hun verloving dook Charlie in bed met Gail (Tricia Helfer), de beste vriendin van Chelsea. Hij verklaarde niet aan de verleiding te kunnen weerstaan, terwijl Alan oorspronkelijk in Gail was geïnteresseerd (Ixnay on the Oggie Day). Chelsea vergaf hem deze uitglijder niet. Charlie was jaloers geweest omdat Chelsea omging met Alans advocaat Brad Harlow (Steven Eckholdt) (Aye, Aye, Captain Douche). Charlie en Chelsea groeiden steeds verder uit elkaar, maar ze legden de ruzie toch bij. Toen Charlie werd gearresteerd voor dronken rijden — in een verwoede poging Chelsea bij haar thuis te verrassen — beëindigde Chelsea voorgoed de relatie. Charlie bleef depressief achter (This is Not Gonna End Well).
Tussen einde seizoen 7 en seizoenspremière van seizoen 8 begon Charlie buitensporig te drinken en zonderde hij zich helemaal af van de buitenwereld. Charlies depressieve periode bevat twee absolute dieptepunten. Hij viel eens in slaap op de trap en keek op een avond naar een pornofilm waarin Alans toenmalige vriendin en voormalig porno-actrice Lindsey McElroy (Courtney Thorne-Smith) de hoofdrol speelde, terwijl Lindsey aanwezig was maar het niet opmerkte (Three Girls and a Guy Named Bud en A Bottle of Wine and a Jackhammer). 
Halverwege seizoen 8 vond Charlie heel even de liefde terug bij de 47-jarige Michelle (Liz Vassey), tot Charlie haar confronteerde met haar leeftijd en hij zich onzeker voelde (Twanging Your Magic Clanger). Michelle maakte hem duidelijk dat liefde geen leeftijd kende. Even later gooide Rose echter roet in het eten door een huwelijk met een etalagepop, die ze "Manny Quinn" noemde, (naar het Engels: mannequin) in scène te zetten (The Crazy Bitch Gazette). Deze actie van Rose zorgde er voor dat Charlie besefte dat Rose de geknipte vrouw voor hem was. Charlie, die tijdens seizoen 8 zijn drankverslaving erger maakte, zwichtte voor Rose nadat hij haar jarenlang had afgewezen (Three Hookers and a Philly Cheesesteak).

## Verdwijning

### Ontslag van Charlie Sheen

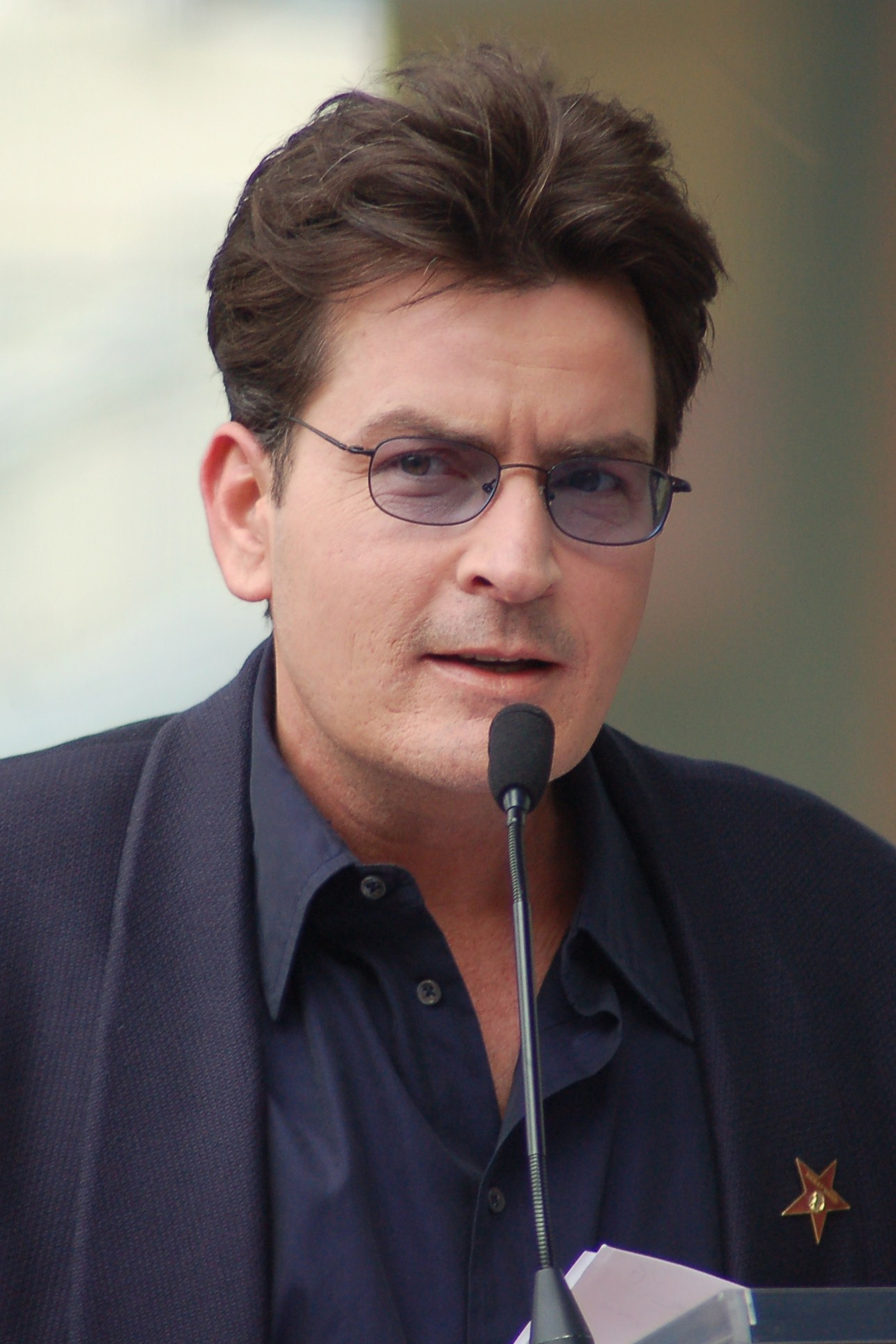
Charlie Sheen, de vertolker van Charlie Harper, inwijding tot de Hollywood Walk of Fame in 2009

Tijdens de laatste aflevering van seizoen 8 vertrekken Charlie en Rose op citytrip naar Parijs. Deze aflevering (That Darn Priest) was tevens de laatste van acteur Charlie Sheen, die op ramkoers leefde met bedenker en uitvoerend producent Chuck Lorre. Sheen werd in maart 2011 ontslagen na het uiten van denigrerende opmerkingen aan het adres van Lorre, waarbij Sheen zelfs Lorres joodse origine aanviel.
Het koppel vertrekt naar Parijs, waar Charlie Rose na slechts één dag bedriegt. Rose is woedend en duwt Charlie in een razernij onder een voorbijrazende metro. Het negende seizoen begint met de begrafenis van Charlie (Nice to Meet You, Walden Schmidt) en Ashton Kutcher debuteert als het nieuwe hoofdpersonage Walden Schmidt.
Charlie keert dat seizoen eenmalig terug als vrouwelijke geest (Kathy Bates), aan het ziekbed van een hallucinerende Alan (Why We Gave Up Women). In de allerlaatste dubbelaflevering van de sitcom wordt duidelijk dat Charlie nooit om het leven kwam in Parijs. Hij is tegenwoordig uit op wraak.
Rose biecht op dat ze Charlie vier jaar gevangen hield in een lege waterput. Charlie ontsnapte uit de put en schreef een brief naar Alan waarin te lezen viel dat hij hem, zijn nieuwe huisgenoot Walden Schmidt (Ashton Kutcher) en moeder Evelyn zou vermoorden (Of Course He's Dead: Part I & II).

### Terugkeer
Wanneer Charlie aanbelt en klaar is om zijn wraakactie ten uitvoer te brengen, wordt vanuit een helikopter een piano gedropt. De piano landt bovenop Charlie, die de klap niet overleeft. Chuck Lorre heeft het laatste woord in een cameo waarbij hij in zijn regisseursstoel van zich afbijt en zegt "te winnen" (winning), een verwijzing naar Sheens beruchte tirade uit 2011. Lorre bevestigde wel dat hij Sheen had benaderd om terug te keren voor de allerlaatste dubbelaflevering, maar dat Sheen hier 'vriendelijk' voor bedankte hoewel hij eerst geneigd was zijn fiat te geven. Sheen ging echter niet akkoord met het scenario oftewel zijn bijdrage aan de aflevering en de gesprekken tussen Lorre en Sheen draaiden op niets uit. Charlie Sheen keerde dus niet terug naar de serie. Charlie werd uiteindelijk gespeeld door een dubbelganger van Sheen.

## Persoonlijkheid
Charlie is een assertieve man, die doorgaans weet waar hij naartoe wil en de vruchten plukt van wat hij doet. Anderzijds maakt Charlie hier een heiligheid van en kijkt zelden om naar de noden van de ander (meestal Alan en Jake omdat ze bij hem wonen) daarbij zijn eigen problemen voorop stellend, waardoor zijn omgeving hem voor een narcist of een zelfzuchtig iemand aanziet. Charlie weet niet wat falen in het leven betekent, waardoor hij zijn broer eerder uitlacht als het eens fout gaat in plaats van hem een moreel schouderklopje te geven. Charlie heeft altijd een antwoord klaar en 'filosofeert' dikwijls als hij zijn mening geeft.

## Relatie met Alan en Jake
Charlie is van de 'tweeënhalve mannen' degene die het meest moet wennen aan de nieuwe situatie. Zijn broer Alan en neefje Jake komen bij hem inwonen en zijn zorgeloos leven als vrijgezel is voorgoed voorbij. Charlie steunt Alan als hij door de echtscheiding met Judith gaat, maar begaat finaal een grote blunder. Charlie geeft zijn broer een nieuwe thuis ondanks alle opofferingen die hij moet doen. Omdat hij dit alles echter weigert te erkennen, zegt hij vaak dat hij Jake toeliet en Alan "erbij moest nemen". Tussendoor moet Charlie zijn eigen zaakjes afhandelen. Op een dag stuurt zijn ex Jill hem een mailtje en staat Charlie voor de grootste verrassing uit zijn leven. De reünie tussen Charlie en Jill, thans Bill (Chris O'Donnell), loopt uiteindelijk volledig uit de hand zodra zijn moeder de hoofdrol opeist. Alan steunt nu Charlie en niet andersom (An Old Flame with a New Wick).
Tijdens de eerste jaargangen van de serie heeft Charlie zijn jongere broer Alan graag in de buurt en zijn er heel wat integere momenten tussen de broers (Go East on Sunset Until You Reach the Gates of Hell, Sarah Like Puny Alan, Round One to the Hot, Crazy Chick, Ate the Hamburgers, Wearing the Hats), maar naarmate de reeks loopt wil hij Alan liever uit zijn huis. Charlie steekt dat gevoel op de duur niet langer onder stoelen of banken. De messen waren bij Charlie en Alan dikwijls geslepen (The Price of Healthy Gums is Eternal Vigilance, A Lungful of Alan, I Always Wanted a Shaved Monkey, That Special Tug, Who's Vod Kanockers, Release the Dogs). De bom ontploft bijna, maar nooit volledig. Charlie en Alan leggen doorgaans meningsverschillen bij. Of dat lijkt natuurlijk maar zo. Soms kunnen de twee elkaar simpelweg niet meer uitstaan en moet iemand anders bemiddelen; vaak is dat buurvrouw Rose (Melanie Lynskey), die tot de conclusie komt dat Charlie een Oedipuscomplex heeft (We Called It Mr. Pinky) en dat zijn haat naar Alan toe bestaat in een vlaag van jaloezie; hun moeder hield in hun kinderjaren meer van Alan dan van Charlie (I Always Wanted a Shaved Monkey).
In een aflevering van het vierde seizoen ontdekt Alan dat Charlie de lakens deelt met Myra (Judy Greer), de zus van Herb Melnick (Ryan Stiles), aan de vooravond van de huwelijksplechtigheid van Herb en Alans ex-vrouw Judith, of zoals Alan het omschrijft: "het einde van de alimentatietunnel". Alan is woedend en wijst zijn broer op zijn acties [op zijn huwelijksreceptie] met Judith. Die dag in 1992 had Charlie namelijk verkering met Liz (Teri Hatcher), de zus van Judith (I Remember the Coatroom, I Just Don't Remember You, Smooth as a Ken Doll en Aunt Myra Doesn't Pee a Lot). Bovendien was Charlie de reden waarom Alan in 2004 de scheidingsprocedure tegen Judith verloor. Charlie krijgt in die laatste aflevering de wind van voren en Alan eist dat hij en Myra de trouwpartij van Judith en Herb niet samen bijwonen.
Alan vat in één scène keurig samen wat Charlie hem reeds allemaal had aangedaan gedurende zijn verblijf van toen vier jaar;

You slept with Judith's sister at my wedding reception! You had more sex on my wedding day than I did. [vrijen met Liz (Teri Hatcher), Judiths zus, op zijn trouw met Judith] When Judith was divorcing me, who seduced and then abandoned my lawyer causing her to take revenge on me? [vrijen met en dumpen van Alans advocate (Heather Locklear) in No Sniffing, No Wowing] "And now that Judith is finally getting remarried and I can see the light at the end of the alimony tunnel you decide, hey,why don't I start humping her new sister-in-law?" [vrijen met Myra (Judy Greer), de aanstaande schoonzus van Judith in Smooth as a Ken Doll]
— Alan Harper tegen zijn broer Charlie in de aflevering Aunt Myra Doesn't Pee a Lot

Charlie en Alan ruziën veel en Charlie rekent dat hun moeder Evelyn en haar opvoeding aan (A Bag Full of Jawea). Alan zegt vaak dat Charlie er op uit is hem te pesten zoals hij dat als kind "altijd met hem deed" (o.a. uit Back Off, Mary Poppins en I Always Wanted a Shaved Monkey). Ondanks hun vele meningsverschillen lijken de broers niet meer zonder elkaar te kunnen leven net omdat ze steeds langer met elkaar samen moeten leven. Eén aflevering uit het zesde seizoen draait om Charlie die weigert zijn broer achtendertig dollar terug te betalen die hij van hem leende. Alan wrijft hem dat de neus in alsof de achtendertig dollar het einde van de wereld is (Pie Hole, Herb). 
Eén bepaalde aflevering toont hoe Berta zich laat gelden en de broers tegen elkaar op zet met als enige doel Alan buiten werken zodat zij de gastenkamer krijgt en bij Charlie kan komen inwonen. Charlie is Alan daardoor beu, zonder te beseffen dat het een plannetje is van Berta, en Alan staat op vertrekken hoewel Charlie niet wil dat Jake vertrekt. Wanneer Alan dan de deur dicht wil slaan, lijkt Charlie terug te krabbelen. Charlie zegt "Alan [...] ..." alsof hij er vervolgens wilde aan toevoegen "blijf maar als je wilt". Echter vindt Alan elders zijn draai niet. Zijn moeder Evelyn vindt namelijk een huis in een armtierige buurt en dicht bij een luchthaven. Als Alan bedelt om te blijven heeft Charlie er geen probleem mee en Berta's plannetje valt in duigen (Your Dismissive Attitude Toward Boobs). 
Alan keert uiteindelijk zelf terug naar Charlies huis, tot drie keer toe (Your Dismissive Attitude Toward Boobs, Working for Caligula, Hookers, Hookers, Hookers). Charlies afkeer voor zijn broer neemt pas aanzienlijk toe vanaf seizoen 6, net wanneer zijn broer zich eenzaam begint te voelen en onder andere leert buikspreken en modelauto's begint te kleven. 'Walging' voor de puberende Jake neemt in die periode toe (Goodmorning, Mrs. Butterworth en Laxative Tester, Horse Inseminator). Charlies toenmalige vriendin Chelsea voelt daarentegen wel medeleven. Charlie ziet dat niet zo en voelt zich er eerder ongemakkelijk bij. Hij vindt namelijk al langer dat Alan zijn leven weer in handen moet nemen en een eigen stek moet zoeken. Het komt zo ver dat Charlie zijn broer 'misbruikt' voor de "vervelende aspecten" van de relatie met Chelsea die hij zelf wil ontlopen, zoals "musea bezoeken" (Goodmorning, Mrs. Butterworth). 
Een aflevering die een wederzijdse afkeer tussen de broers toont is één uit het zevende seizoen. Charlie en Alan gedragen zich kinderachtig ten aanzien van 'hun zoon' Jake, die beschaamd is. Jake wil niet meer bij Charlie verblijven omdat Alan en Charlie hem voor aap zetten in het bijzijn van zijn vriendinnetje(s). De aanleiding is 'de haat' die Charlie en Alan voor elkaar voelen; Charlies drankgebruik en Alans gierigheid (For the Sake of the Child). Het is niet altijd even duidelijk of Charlie zijn broer Alan daadwerkelijk graag ziet in de periode dat hij meedoet in de serie. Nadat Charlie 'overleden' is, vindt Alan het dagboek van Charlie in zijn kluis. Alan raakt zo gefascineerd door Charlie, omdat de inhoud een reflecterende houding toont die hij nooit eerder had gezien of gelezen (Those Fancy Japanese Toilets). 
Charlie schreef dat hij ondanks een gebrek aan respect, enige liefde (of enige genegenheid) voelde voor zijn broer en pende neer dat hij Alan miste toen hij naar Lyndsey (Courtney Thorne-Smith) verhuisde. (A Pudding-Filled Cactus en Those Fancy Japanese Toilets). Nadat Alan het dagboek heeft gelezen, wordt Charlies piano meegenomen [voor verkoop]. De lege plek in huis doet Alan beseffen dat zijn broer definitief weg is. Het doet de man emotioneel breken (Thank You For the Intercourse) en door het overlijden van zijn broer in een rehabilitatiecentrum belanden om het verlies te kunnen verwerken, wat aantoont dat Alans band met Charlie sterker was dan kijkers altijd vermoedden. De specifieke aflevering waarbij Alan terugkeert uit het rehabilitatiecentrum is ook de aflevering waarin het interieur van Charlies strandhuis verandert naar de stijl die Alans nieuwe huisgenoot, eigenaar van het huis Walden Schmidt (Ashton Kutcher), heeft uitgekozen. Ook hier heeft Alan het nog even moeilijk mee, maar vindt het uiteindelijk een uitstekende keuze (Frodo's Headshots).
Charlie heeft invloed op de kleine Jake. Hoewel Jakes scheidende ouders het omgekeerde peinzen, troost Charlie de jongen en is een toeverlaat voor hem. Charlie is er voor Jake tijdens de voor Jake moeilijke periode (Twenty-Five Little Pre-pubers Without a Snootful), soms ook op geheel eigenzinnige wijze (If They Do Go Either Way, They're Usually Fake). Jake doet Charlie inzien dat hij graag kinderen ziet. In één aflevering vroeg tijdens het tweede seizoen vermijdt Charlie dat Jake van school wordt gestuurd nadat Jake zijn middelvinger opstak naar zijn juffrouw, ene Dolores Pasternak (Missi Pyle), zelfs wanneer dat Charlie zelf in de problemen brengt als blijkt dat mevrouw Pasternak gestoord is (A Bag Full of Jawea). 
Niettemin heeft Charlie ook een slechte invloed op Jake (cf. If They Do Go Either Way, They're Usually Fake), zoals wanneer Jake een vrouwonvriendelijk citaat van Charlie reciteert tegenover de vriendinnen van zijn moeder Judith (Just Like Buffalo). Judith verbiedt Jake bijgevolg om bij Charlie te logeren, en Alan kan Jake niet meer zien. Charlie moet dat probleem uiteraard zelf oplossen. Charlie is niet beroerd om Jake op de gevaren van alcohol te wijzen, in zijn eigenzinnige stijl (zie Citaten).

If you've got someone to clean your house and do your shopping and you're getting action on a regular basis, the only reason you need a wife is if you have some sick compulsion to give away half your stuff. [Als je iemand hebt om je huis schoon te maken en boodschappen te doen en je krijgt regelmatig actie, dan is de enige reden waarom je een vrouw nodig hebt, slechts een zieke dwang om de helft van je spullen weg te geven.]
— Charlie Harper tegen zijn broer Alan in Just Like Buffalo; Jake neemt de quote haast letterlijk over en herhaalt ze bij zijn moeder.

Charlie is de eerste die Jake "goede raad" geeft als hij naar zijn eerste gemengd feestje gaat, volgens Charlie "omdat je vader slecht was [bij de meisjes]" (Just Once with Aunt Sophie).
Alans levenstips werden door Jake vaker genegeerd dan de "tips" van zijn oom. Noch Alan noch Jake was in staat Charlies levensstijl over te nemen "voor de goede zaak". Alan en Jake hebben op een dag eens een poging ondernomen om Charlies levensstijl op te volgen tijdens het zesde seizoen. Jake "leerde drinken" en Alan ging uit met twee vrouwen [tegelijk], zoals de bedreven Charlie wel vaker deed. Charlie apprecieerde Alans poging en was "aangenaam verrast" omdat hij "iets had geleerd". Maar Charlie dacht iets te snel. Alan kon niet liegen en Jake omarmde de wc (Damn You, Eggs Benedict).
Jake leest ook het dagboek van zijn oom als hij is 'overleden'. Jake is geëmotioneerd, maar leidt er andere zaken uit af dan Alan en hoopt naar eigen zeggen nooit "zo eenzaam te worden als zijn oom" altijd was geweest (Those Fancy Japanese Toilets).

## Uiterlijke kenmerken
- Bruin haar, naar achter gekamd, en gladgeschoren
- Bakkebaarden (seizoen 7)
- Mager postuur (ietwat gespierder in seizoen 7)
- Bowlingshirt (verschillende patronen) en bermuda, soms met jeans (soms hemd en jeans)
- Witte kousen en een paar suède bootschoenen
- Vaak te zien in T-shirt en trainingsbroek

## Citaten
- tegen Alan: "Neem nu de kolibrie, of de vlinder. Ieder schepsel van God is perfect zoals hij ze maakte, behalve jij, jij bent slecht."
- tegen Alan: "Doe me een plezier; een beetje minder naar buiten kijken en een beetje meer naar buiten gaan."
- tegen Alan over Jake: "Het enige wat hij voor me moet doen is eten, kakken en me vertellen wie [welke vrouw] er heeft gebeld."
- tegen Evelyn: "Als je niet toegewijd bent aan alcohol, is er daarbuiten een heel grote oceaan."
- tegen Jake: "Alcohol is voor mensen die het zich [nog] kunnen veroorloven om hersencellen te verliezen."
- tegen Jake: "Het is niet dat ik niet geef om wat jij wil. Maar je bent een kind. En wat jij wil, doet er niet toe."
- tegen Michelle: "Je hebt mijn moeder en mijn broer ontmoet. Wil je het nu uitmaken of wacht je liever tot na de lunch?"
- tegen Judith: "De gemiddelde man is als een goede muilezel. Als je hem niet slaat, ploegt hij de hele dag voort."
- algemeen: "De dag dat je beperkingen begint te accepteren, is de dag dat je begint te sterven, en ik ga niet dood. Ik leef ten volle."
- algemeen: "Gevoelens zijn als de borsten van je moeder. Je weet waar ze zitten, maar voelt ze beter niet."
- algemeen: "Mijn verleden bestaat uit dingen die ik me niet herinner en dingen die ik me niet meer wil herinneren."